# Carmen Rodríguez Pedret
Carmen Rodríguez Pedret (Barcelona, 1964) és una historiadora de l'art, investigadora i professora associada del Departament de Composició Arquitectònica de l'Escola Tècnica Superior d'Arquitectura de Barcelona (UPC) i, des del 1999, professora del Màster Disseny i Producció d'espais (UPC School-CCCB). Els seus àmbits de recerca se centren en l'arquitectura dels segles XIX-XX, la història dels museus i espais expositius i l'estudi de la cultura urbana i domèstica en els mitjans de difusió massiva. És coautora de publicacions com Grup R (Gustavo Gili, 1994); Escola d'Arquitectura de Barcelona. Documents i Arxiu (UIA-UPC, 1996); Les vivendes del Congrés Eucarístic de Barcelona: 1952-1962 (Iniciativa Digital Politècnica, 2011); El teixit residencial en la formació de la metròpolis moderna: el cas de Barcelona. 1840-1936 (3 vols: Iniciativa Digital Politècnica, 2013-2015); i Topología del espacio urbano: palabras, imágenes y experiencias que definen la ciudad (Abada, 2014). Comissària de l'exposició Grup R. Una revisió de la modernitat (CCCB, 1997) i documentalista de les mostres J. Puig i Cadafalch. L'arquitectura entre la casa i la ciutat (Fundació La Caixa, 1989-1990) i Univers Gaudí (CCCB, 2002). És membre del grup de recerca consolidat Arquitectura, ciutat i cultura. Una perspectiva antropològica de l'espai habitat i construït (SGR-AGAUR), dirigit per la Dra. Marta Llorente (UPC).